# Compagnie générale de construction et d'entretien du matériel de chemin de fer
La Compagnie générale de construction et d'entretien du matériel de chemin de fer est un constructeur ferroviaire qui opéra dans la période suivant la guerre de 1914-1918. 
Cette entreprise, filiale de la Compagnie des chemins de fer de Paris à Lyon et à la Méditerranée (PLM), était installée sur plusieurs sites. Ses activités consiste en : la réparation de locomotives et matériel roulant, et la construction de matériel pour les chemins de fer secondaires et tramways. 

## Histoire
La CGCEM est créée en juin 1919, par : la Compagnie des chemins de fer de Paris à Lyon et à la Méditerranée (PLM), la Compagnie du chemin de fer de Paris à Orléans (PO), la Compagnie française de matériel de chemin de fer (CFMCF), les établissements Schneider et la Compagnie des forges de Châtillon-Commentry et Neuves-Maisons. C'est une société au capital de 15 millions de francs dont « l'objet principal est la réparation de locomotives et du matériel de chemin de fer ». 
Elle opère sur plusieurs sites : pour le PLM aux ateliers de Nevers à Varennes-Vauzelles près de Nevers et à Villefranche-sur-Saône, et pour le PO à Saint-Pierre-des-Corps.
Le  directeur de la CGCEM est Stéphane Adolphe Dervillé (1848-1925), qui occupe aussi les fonctions de : président du Syndicat du Chemin de Fer de la Grande Ceinture de Paris, président du comité de direction des Grands Réseaux de Chemins de Fer français, et vice-président du conseil d'administration des Chemins de fer du Maroc. L'un des administrateurs est Émile Rimailho qui dirigera les ateliers de Nevers.
La CGCEM reprend en 1921, les activités de construction des anciens Chantiers du Beaujolais. Les locaux sont situés au sud de Villefranche-sur-Saône, le long de la route nationale 6, sur le territoire de la commune de Limas. Environ 350 ouvriers travaillent alors sur ce site.

## Note et référence
1. ↑  Entreprises et histoire : Numéros 18 à 20, Editions ESKA, 1998 (lire en ligne), p. 23.
2. ↑  André Rasserie, Le Bourbonnais 150 ans d'histoire, Grenoble, Presses et éditions ferroviaires, 1988, 65 p. (ISBN 2-905447-05-2), p. 47-48.